# Гарсия, Эсмеральда
Эсмеральда де Хесус Фрейтас Гарсия Силами (род. 16 февраля 1959 года) — бразильская легкоатлетка, прыгунья в длину и тройным, выступала также в спринте. Чемпионка Панамериканских игр 1983 года в беге на 100 метров, дважды выступала на Олимпийских играх. 5 июня 1986 года в Индианаполисе установила неофициальный мировой рекорд в тройном прыжке — 13,68 м.